# Copa América i futsal 2017
Copa América i futsal 2017 var ett mästerskap i futsal för sydamerikanska herrlandslag som spelades 5–12 april 2017. Mästerskapet var den 23:e i ordningen som man har spelat sydamerikanska mästerskapet, och den 12:e upplagan av Copa América i futsal. Argentina var värdland för turneringen och matcherna spelades i arenan Estadio Aldo Cantoni i San Juan.
Brasilien blev mästare efter att ha besegrat värdnationen Argentina i finalen. Paraguay besegrade Uruguay i matchen om tredjepris.

## Resultat

### Gruppspel

#### Grupp A
| Lag       | S | V | O | F | GM | IM | MS  | P  |
| --------- | - | - | - | - | -- | -- | --- | -- |
| Brasilien | 4 | 3 | 1 | 0 | 23 | 3  | +20 | 10 |
| Argentina | 4 | 3 | 1 | 0 | 21 | 4  | +17 | 10 |
| Venezuela | 4 | 2 | 0 | 2 | 10 | 16 | −6  | 6  |
| Bolivia   | 4 | 1 | 0 | 3 | 4  | 19 | −15 | 3  |
| Chile     | 4 | 0 | 0 | 4 | 3  | 19 | −16 | 0  |

|             | 5 april 2017 | Chile     | 1 – 2 | Venezuela                | Estadio Aldo Cantoni                                     |                                                          |
| 19:00 UTC−3 | 19:00 UTC−3  | Pávez 26′ |       | Silva 34′ W. Francia 36′ | San Juan Domare: Mario Espichán (Peru) Roly Rojas (Peru) | San Juan Domare: Mario Espichán (Peru) Roly Rojas (Peru) |
| 19:00 UTC−3 | 19:00 UTC−3  |           |       |                          | San Juan Domare: Mario Espichán (Peru) Roly Rojas (Peru) | San Juan Domare: Mario Espichán (Peru) Roly Rojas (Peru) |
| 19:00 UTC−3 | 19:00 UTC−3  |           |       |                          | San Juan Domare: Mario Espichán (Peru) Roly Rojas (Peru) | San Juan Domare: Mario Espichán (Peru) Roly Rojas (Peru) |

|             | 5 april 2017 | Argentina                                                         | 6 – 1 | Bolivia   | Estadio Aldo Cantoni                                              |                                                                   |
| 21:00 UTC−3 | 21:00 UTC−3  | C. Vaporaki 3′, 27′ Cuzzolino 4′, 19′ A. Vaporaki 6′ Villalva 38′ |       | Rojas 12′ | San Juan Domare: Elvis Peña (Paraguay) Carlos Martínez (Paraguay) | San Juan Domare: Elvis Peña (Paraguay) Carlos Martínez (Paraguay) |
| 21:00 UTC−3 | 21:00 UTC−3  |                                                                   |       |           | San Juan Domare: Elvis Peña (Paraguay) Carlos Martínez (Paraguay) | San Juan Domare: Elvis Peña (Paraguay) Carlos Martínez (Paraguay) |
| 21:00 UTC−3 | 21:00 UTC−3  |                                                                   |       |           | San Juan Domare: Elvis Peña (Paraguay) Carlos Martínez (Paraguay) | San Juan Domare: Elvis Peña (Paraguay) Carlos Martínez (Paraguay) |

|             | 6 april 2017 | Bolivia | 0 – 9 | Brasilien                                                                  | Estadio Aldo Cantoni                                            |                                                                 |
| 19:00 UTC−3 | 19:00 UTC−3  |         |       | Arthur 4′, 15′ Deives 9′, 19′ Felipe 25′, 32′ Marcel 28′ Alex 37′ Lino 39′ | San Juan Domare: Yuri García (Colombia) Hugo Camargo (Colombia) | San Juan Domare: Yuri García (Colombia) Hugo Camargo (Colombia) |
| 19:00 UTC−3 | 19:00 UTC−3  |         |       |                                                                            | San Juan Domare: Yuri García (Colombia) Hugo Camargo (Colombia) | San Juan Domare: Yuri García (Colombia) Hugo Camargo (Colombia) |
| 19:00 UTC−3 | 19:00 UTC−3  |         |       |                                                                            | San Juan Domare: Yuri García (Colombia) Hugo Camargo (Colombia) | San Juan Domare: Yuri García (Colombia) Hugo Camargo (Colombia) |

|             | 6 april 2017 | Argentina                                                                                         | 8 – 2 | Venezuela                   | Estadio Aldo Cantoni                                                |                                                                     |
| 21:00 UTC−3 | 21:00 UTC−3  | Wilhelm 4′ Rescia 16′ C. Vaporaki 18′ Stazzone 19′, 31′ Borruto 21′ Rosa 23′ Cuzzolino 36′ (str.) |       | W. Francia 17′ Cabarcas 29′ | San Juan Domare: José Hernández (Ecuador) Andrés Martínez (Uruguay) | San Juan Domare: José Hernández (Ecuador) Andrés Martínez (Uruguay) |
| 21:00 UTC−3 | 21:00 UTC−3  |                                                                                                   |       |                             | San Juan Domare: José Hernández (Ecuador) Andrés Martínez (Uruguay) | San Juan Domare: José Hernández (Ecuador) Andrés Martínez (Uruguay) |
| 21:00 UTC−3 | 21:00 UTC−3  |                                                                                                   |       |                             | San Juan Domare: José Hernández (Ecuador) Andrés Martínez (Uruguay) | San Juan Domare: José Hernández (Ecuador) Andrés Martínez (Uruguay) |

|             | 7 april 2017 | Venezuela                             | 3 – 1 | Bolivia | Estadio Aldo Cantoni                                              |                                                                   |
| 19:00 UTC−3 | 19:00 UTC−3  | Cabarcas 11′ (str.), 33′ Viamonte 21′ |       | Paz 23′ | San Juan Domare: Mario Espichán (Peru) Daniel Rodríguez (Uruguay) | San Juan Domare: Mario Espichán (Peru) Daniel Rodríguez (Uruguay) |
| 19:00 UTC−3 | 19:00 UTC−3  |                                       |       |         | San Juan Domare: Mario Espichán (Peru) Daniel Rodríguez (Uruguay) | San Juan Domare: Mario Espichán (Peru) Daniel Rodríguez (Uruguay) |
| 19:00 UTC−3 | 19:00 UTC−3  |                                       |       |         | San Juan Domare: Mario Espichán (Peru) Daniel Rodríguez (Uruguay) | San Juan Domare: Mario Espichán (Peru) Daniel Rodríguez (Uruguay) |

|             | 7 april 2017 | Brasilien                                                                               | 8 – 0 | Chile | Estadio Aldo Cantoni                                              |                                                                   |
| 21:00 UTC−3 | 21:00 UTC−3  | Nenê 2′ Alex 8′, 32′ Escobar 22′ (sjm.) López 31′ (sjm.) Lino 33′ Felipe 37′ Deives 38′ |       |       | San Juan Domare: Carlos Martínez (Paraguay) Elvis Peña (Paraguay) | San Juan Domare: Carlos Martínez (Paraguay) Elvis Peña (Paraguay) |
| 21:00 UTC−3 | 21:00 UTC−3  |                                                                                         |       |       | San Juan Domare: Carlos Martínez (Paraguay) Elvis Peña (Paraguay) | San Juan Domare: Carlos Martínez (Paraguay) Elvis Peña (Paraguay) |
| 21:00 UTC−3 | 21:00 UTC−3  |                                                                                         |       |       | San Juan Domare: Carlos Martínez (Paraguay) Elvis Peña (Paraguay) | San Juan Domare: Carlos Martínez (Paraguay) Elvis Peña (Paraguay) |

|             | 8 april 2017 | Argentina | 0 – 0 | Brasilien | Estadio Aldo Cantoni                                               |                                                                    |
| 20:00 UTC−3 | 20:00 UTC−3  |           |       |           | San Juan Domare: Daniel Rodríguez (Uruguay) Yuri García (Colombia) | San Juan Domare: Daniel Rodríguez (Uruguay) Yuri García (Colombia) |
| 20:00 UTC−3 | 20:00 UTC−3  |           |       |           | San Juan Domare: Daniel Rodríguez (Uruguay) Yuri García (Colombia) | San Juan Domare: Daniel Rodríguez (Uruguay) Yuri García (Colombia) |
| 20:00 UTC−3 | 20:00 UTC−3  |           |       |           | San Juan Domare: Daniel Rodríguez (Uruguay) Yuri García (Colombia) | San Juan Domare: Daniel Rodríguez (Uruguay) Yuri García (Colombia) |

|             | 8 april 2017 | Chile       | 1 – 2 | Bolivia      | Estadio Aldo Cantoni                                               |                                                                    |
| 22:00 UTC−3 | 22:00 UTC−3  | Hurtado 29′ |       | Paz 13′, 22′ | San Juan Domare: Hugo Camargo (Colombia) Andrés Martínez (Uruguay) | San Juan Domare: Hugo Camargo (Colombia) Andrés Martínez (Uruguay) |
| 22:00 UTC−3 | 22:00 UTC−3  |             |       |              | San Juan Domare: Hugo Camargo (Colombia) Andrés Martínez (Uruguay) | San Juan Domare: Hugo Camargo (Colombia) Andrés Martínez (Uruguay) |
| 22:00 UTC−3 | 22:00 UTC−3  |             |       |              | San Juan Domare: Hugo Camargo (Colombia) Andrés Martínez (Uruguay) | San Juan Domare: Hugo Camargo (Colombia) Andrés Martínez (Uruguay) |

|             | 9 april 2017 | Brasilien                                                            | 6 – 3 | Venezuela                  | Estadio Aldo Cantoni                                        |                                                             |
| 20:00 UTC−3 | 20:00 UTC−3  | Felipe 8′ Lino 13′ Marcel 15′ Daniel 21′ Rocha 34′ Deives 35′ (str.) |       | Silva 4′ Preciado 11′, 33′ | San Juan Domare: Roly Rojas (Peru) José Hernández (Ecuador) | San Juan Domare: Roly Rojas (Peru) José Hernández (Ecuador) |
| 20:00 UTC−3 | 20:00 UTC−3  |                                                                      |       |                            | San Juan Domare: Roly Rojas (Peru) José Hernández (Ecuador) | San Juan Domare: Roly Rojas (Peru) José Hernández (Ecuador) |
| 20:00 UTC−3 | 20:00 UTC−3  |                                                                      |       |                            | San Juan Domare: Roly Rojas (Peru) José Hernández (Ecuador) | San Juan Domare: Roly Rojas (Peru) José Hernández (Ecuador) |

|             | 9 april 2017 | Argentina                                                               | 7 – 1 | Chile     | Estadio Aldo Cantoni                                              |                                                                   |
| 22:00 UTC−3 | 22:00 UTC−3  | Rosa 9′ A. Vaporaki 13′ Cuzzolino 18′ Basile 32′ Claudino 33′, 39′, 39′ |       | Vidal 36′ | San Juan Domare: Elvis Peña (Paraguay) Carlos Martínez (Paraguay) | San Juan Domare: Elvis Peña (Paraguay) Carlos Martínez (Paraguay) |
| 22:00 UTC−3 | 22:00 UTC−3  |                                                                         |       |           | San Juan Domare: Elvis Peña (Paraguay) Carlos Martínez (Paraguay) | San Juan Domare: Elvis Peña (Paraguay) Carlos Martínez (Paraguay) |
| 22:00 UTC−3 | 22:00 UTC−3  |                                                                         |       |           | San Juan Domare: Elvis Peña (Paraguay) Carlos Martínez (Paraguay) | San Juan Domare: Elvis Peña (Paraguay) Carlos Martínez (Paraguay) |

#### Grupp B
| Lag      | S | V | O | F | GM | IM | MS  | P |
| -------- | - | - | - | - | -- | -- | --- | - |
| Uruguay  | 4 | 2 | 2 | 0 | 18 | 13 | +5  | 8 |
| Paraguay | 4 | 2 | 1 | 1 | 18 | 13 | +5  | 7 |
| Colombia | 4 | 1 | 2 | 1 | 20 | 15 | +5  | 5 |
| Ecuador  | 4 | 1 | 1 | 2 | 8  | 18 | −10 | 4 |
| Peru     | 4 | 1 | 0 | 3 | 14 | 19 | −5  | 3 |

|             | 5 april 2017 | Peru                               | 3 – 6 | Uruguay                                                                          | Estadio Aldo Cantoni                                                   |                                                                        |
| 15:00 UTC−3 | 15:00 UTC−3  | Tavera 15′ Herrera 18′ Ramírez 24′ |       | Catardo 27′ Fedele 27′ De los Santos 33′ Salgués 34′ Ordoqui 37′ (str.) Sosa 38′ | San Juan Domare: Darío Santamaría (Argentina) Marcelo Bais (Argentina) | San Juan Domare: Darío Santamaría (Argentina) Marcelo Bais (Argentina) |
| 15:00 UTC−3 | 15:00 UTC−3  |                                    |       |                                                                                  | San Juan Domare: Darío Santamaría (Argentina) Marcelo Bais (Argentina) | San Juan Domare: Darío Santamaría (Argentina) Marcelo Bais (Argentina) |
| 15:00 UTC−3 | 15:00 UTC−3  |                                    |       |                                                                                  | San Juan Domare: Darío Santamaría (Argentina) Marcelo Bais (Argentina) | San Juan Domare: Darío Santamaría (Argentina) Marcelo Bais (Argentina) |

|             | 5 april 2017 | Paraguay                                | 3 – 0 | Ecuador | Estadio Aldo Cantoni                                             |                                                                  |
| 17:00 UTC−3 | 17:00 UTC−3  | F. Martínez 4′ Ju. Salas 11′ Rejala 21′ |       |         | San Juan Domare: Gean Telles (Brasilien) José Villar (Venezuela) | San Juan Domare: Gean Telles (Brasilien) José Villar (Venezuela) |
| 17:00 UTC−3 | 17:00 UTC−3  |                                         |       |         | San Juan Domare: Gean Telles (Brasilien) José Villar (Venezuela) | San Juan Domare: Gean Telles (Brasilien) José Villar (Venezuela) |
| 17:00 UTC−3 | 17:00 UTC−3  |                                         |       |         | San Juan Domare: Gean Telles (Brasilien) José Villar (Venezuela) | San Juan Domare: Gean Telles (Brasilien) José Villar (Venezuela) |

|             | 6 april 2017 | Ecuador  | 1 – 9 | Colombia                                                                                       | Estadio Aldo Cantoni                                                   |                                                                        |
| 15:00 UTC−3 | 15:00 UTC−3  | Meza 28′ |       | Abril 0′ Reyes 15′ Caro 17′, 37′ K. Mejía 19′ Cuervo 19′ Gómez 33′ Gualdrón 34′ Echeverría 38′ | San Juan Domare: Darío Santamaría (Argentina) Marcelo Bais (Argentina) | San Juan Domare: Darío Santamaría (Argentina) Marcelo Bais (Argentina) |
| 15:00 UTC−3 | 15:00 UTC−3  |          |       |                                                                                                | San Juan Domare: Darío Santamaría (Argentina) Marcelo Bais (Argentina) | San Juan Domare: Darío Santamaría (Argentina) Marcelo Bais (Argentina) |
| 15:00 UTC−3 | 15:00 UTC−3  |          |       |                                                                                                | San Juan Domare: Darío Santamaría (Argentina) Marcelo Bais (Argentina) | San Juan Domare: Darío Santamaría (Argentina) Marcelo Bais (Argentina) |

|             | 6 april 2017 | Peru                  | 2 – 6 | Paraguay                                                         | Estadio Aldo Cantoni                                               |                                                                    |
| 17:00 UTC−3 | 17:00 UTC−3  | Aguilar 3′ Rivera 24′ |       | Rejala 14′ Ja. Salas 19′ Ju. Salas 23′, 29′ F. Martínez 30′, 39′ | San Juan Domare: Cristian Espíndola (Chile) Rodrigo Concha (Chile) | San Juan Domare: Cristian Espíndola (Chile) Rodrigo Concha (Chile) |
| 17:00 UTC−3 | 17:00 UTC−3  |                       |       |                                                                  | San Juan Domare: Cristian Espíndola (Chile) Rodrigo Concha (Chile) | San Juan Domare: Cristian Espíndola (Chile) Rodrigo Concha (Chile) |
| 17:00 UTC−3 | 17:00 UTC−3  |                       |       |                                                                  | San Juan Domare: Cristian Espíndola (Chile) Rodrigo Concha (Chile) | San Juan Domare: Cristian Espíndola (Chile) Rodrigo Concha (Chile) |

|             | 7 april 2017 | Ecuador                                   | 4 – 3 | Peru                               | Estadio Aldo Cantoni                                               |                                                                    |
| 15:00 UTC−3 | 15:00 UTC−3  | Meza 15′ Quinde 32′ Salas 36′ Mercado 37′ |       | Rivera 14′, 33′ Herrera 31′ (str.) | San Juan Domare: José Villar (Venezuela) Henry Gutiérrez (Bolivia) | San Juan Domare: José Villar (Venezuela) Henry Gutiérrez (Bolivia) |
| 15:00 UTC−3 | 15:00 UTC−3  |                                           |       |                                    | San Juan Domare: José Villar (Venezuela) Henry Gutiérrez (Bolivia) | San Juan Domare: José Villar (Venezuela) Henry Gutiérrez (Bolivia) |
| 15:00 UTC−3 | 15:00 UTC−3  |                                           |       |                                    | San Juan Domare: José Villar (Venezuela) Henry Gutiérrez (Bolivia) | San Juan Domare: José Villar (Venezuela) Henry Gutiérrez (Bolivia) |

|             | 7 april 2017 | Colombia                       | 3 – 3 | Uruguay                     | Estadio Aldo Cantoni                                                 |                                                                      |
| 17:00 UTC−3 | 17:00 UTC−3  | Cárdenas 10′ Diaz 23′ Caro 39′ |       | Salgués 29′, 33′ Fedele 34′ | San Juan Domare: Gean Telles (Brasilien) Christian Espíndola (Chile) | San Juan Domare: Gean Telles (Brasilien) Christian Espíndola (Chile) |
| 17:00 UTC−3 | 17:00 UTC−3  |                                |       |                             | San Juan Domare: Gean Telles (Brasilien) Christian Espíndola (Chile) | San Juan Domare: Gean Telles (Brasilien) Christian Espíndola (Chile) |
| 17:00 UTC−3 | 17:00 UTC−3  |                                |       |                             | San Juan Domare: Gean Telles (Brasilien) Christian Espíndola (Chile) | San Juan Domare: Gean Telles (Brasilien) Christian Espíndola (Chile) |

|             | 8 april 2017 | Uruguay                                  | 3 – 3 | Ecuador                        | Estadio Aldo Cantoni                                            |                                                                 |
| 16:00 UTC−3 | 16:00 UTC−3  | De los Santos 1′ Palleiro 23′ Fedele 39′ |       | Meza 19′, 24′ Portocarrero 37′ | San Juan Domare: Marcelo Bais (Argentina) Mario Espichán (Peru) | San Juan Domare: Marcelo Bais (Argentina) Mario Espichán (Peru) |
| 16:00 UTC−3 | 16:00 UTC−3  |                                          |       |                                | San Juan Domare: Marcelo Bais (Argentina) Mario Espichán (Peru) | San Juan Domare: Marcelo Bais (Argentina) Mario Espichán (Peru) |
| 16:00 UTC−3 | 16:00 UTC−3  |                                          |       |                                | San Juan Domare: Marcelo Bais (Argentina) Mario Espichán (Peru) | San Juan Domare: Marcelo Bais (Argentina) Mario Espichán (Peru) |

|             | 8 april 2017 | Paraguay                                                      | 5 – 5 | Colombia                                               | Estadio Aldo Cantoni                                                    |                                                                         |
| 18:00 UTC−3 | 18:00 UTC−3  | Ja. Salas 15′ (str.) F. Martínez 32′ Rejala 34′, 39′ Neto 37′ |       | Caro 6′ (str.) Cuervo 12′ Abril 16′ Diaz 30′ Ortiz 31′ | San Juan Domare: Darío Santamaría (Argentina) Henry Gutiérrez (Bolivia) | San Juan Domare: Darío Santamaría (Argentina) Henry Gutiérrez (Bolivia) |
| 18:00 UTC−3 | 18:00 UTC−3  |                                                               |       |                                                        | San Juan Domare: Darío Santamaría (Argentina) Henry Gutiérrez (Bolivia) | San Juan Domare: Darío Santamaría (Argentina) Henry Gutiérrez (Bolivia) |
| 18:00 UTC−3 | 18:00 UTC−3  |                                                               |       |                                                        | San Juan Domare: Darío Santamaría (Argentina) Henry Gutiérrez (Bolivia) | San Juan Domare: Darío Santamaría (Argentina) Henry Gutiérrez (Bolivia) |

|             | 9 april 2017 | Colombia                      | 3 – 6 | Peru                                                         | Estadio Aldo Cantoni                                              |                                                                   |
| 16:00 UTC−3 | 16:00 UTC−3  | Echeverría 5′, 35′ Cuervo 17′ |       | Barrantes 4′ Tavera 10′, 34′ Herrera 32′ Morei 39′ Canto 39′ | San Juan Domare: Henry Gutiérrez (Bolivia) Rodrigo Concha (Chile) | San Juan Domare: Henry Gutiérrez (Bolivia) Rodrigo Concha (Chile) |
| 16:00 UTC−3 | 16:00 UTC−3  |                               |       |                                                              | San Juan Domare: Henry Gutiérrez (Bolivia) Rodrigo Concha (Chile) | San Juan Domare: Henry Gutiérrez (Bolivia) Rodrigo Concha (Chile) |
| 16:00 UTC−3 | 16:00 UTC−3  |                               |       |                                                              | San Juan Domare: Henry Gutiérrez (Bolivia) Rodrigo Concha (Chile) | San Juan Domare: Henry Gutiérrez (Bolivia) Rodrigo Concha (Chile) |

|             | 9 april 2017 | Uruguay                                                               | 6 – 4 | Paraguay                      | Estadio Aldo Cantoni                                                 |                                                                      |
| 18:00 UTC−3 | 18:00 UTC−3  | Ataídes 1′ De los Santos 4′, 36′ Palleiro 21′ Salgués 26′ Catardo 33′ |       | Neto 17′, 22′, 34′ Rejala 35′ | San Juan Domare: Christian Espíndola (Chile) Gean Telles (Brasilien) | San Juan Domare: Christian Espíndola (Chile) Gean Telles (Brasilien) |
| 18:00 UTC−3 | 18:00 UTC−3  |                                                                       |       |                               | San Juan Domare: Christian Espíndola (Chile) Gean Telles (Brasilien) | San Juan Domare: Christian Espíndola (Chile) Gean Telles (Brasilien) |
| 18:00 UTC−3 | 18:00 UTC−3  |                                                                       |       |                               | San Juan Domare: Christian Espíndola (Chile) Gean Telles (Brasilien) | San Juan Domare: Christian Espíndola (Chile) Gean Telles (Brasilien) |

### Utslagsspel

#### Match om niondeplats
| 21          | 11 april 2017 | Chile     | 1 – 5 | Peru                                                    | Estadio Aldo Cantoni                                             |                                                                  |
| 13:00 UTC−3 | 13:00 UTC−3   | Araya 38′ |       | Tavera 3′ Ramírez 6′ Rivera 18′ Barrantes 29′ Canto 35′ | San Juan Domare: José Villar (Venezuela) Hugo Camargo (Colombia) | San Juan Domare: José Villar (Venezuela) Hugo Camargo (Colombia) |
| 13:00 UTC−3 | 13:00 UTC−3   |           |       |                                                         | San Juan Domare: José Villar (Venezuela) Hugo Camargo (Colombia) | San Juan Domare: José Villar (Venezuela) Hugo Camargo (Colombia) |
| 13:00 UTC−3 | 13:00 UTC−3   |           |       |                                                         | San Juan Domare: José Villar (Venezuela) Hugo Camargo (Colombia) | San Juan Domare: José Villar (Venezuela) Hugo Camargo (Colombia) |

#### Match om sjundeplats
| 22          | 11 april 2017 | Bolivia                       | 3 – 1 | Ecuador   | Estadio Aldo Cantoni                                             |                                                                  |
| 15:00 UTC−3 | 15:00 UTC−3   | Rojas 6′ Saavedra 22′ Paz 33′ |       | Salas 24′ | San Juan Domare: Marcelo Bais (Argentina) Rodrigo Concha (Chile) | San Juan Domare: Marcelo Bais (Argentina) Rodrigo Concha (Chile) |
| 15:00 UTC−3 | 15:00 UTC−3   |                               |       |           | San Juan Domare: Marcelo Bais (Argentina) Rodrigo Concha (Chile) | San Juan Domare: Marcelo Bais (Argentina) Rodrigo Concha (Chile) |
| 15:00 UTC−3 | 15:00 UTC−3   |                               |       |           | San Juan Domare: Marcelo Bais (Argentina) Rodrigo Concha (Chile) | San Juan Domare: Marcelo Bais (Argentina) Rodrigo Concha (Chile) |

#### Match om femteplats
| 23          | 11 april 2017 | Venezuela                              | 4 – 6 | Colombia                                                          | Estadio Aldo Cantoni                                               |                                                                    |
| 17:00 UTC−3 | 17:00 UTC−3   | Preciado 19′, 39′ Froilán 29′ Polo 31′ |       | Giraldo 4′, 30′, 32′ Echeverría 18′ Reyes 21′ K. Mejía 38′ (str.) | San Juan Domare: Gean Telles (Brasilien) Andrés Martínez (Uruguay) | San Juan Domare: Gean Telles (Brasilien) Andrés Martínez (Uruguay) |
| 17:00 UTC−3 | 17:00 UTC−3   |                                        |       |                                                                   | San Juan Domare: Gean Telles (Brasilien) Andrés Martínez (Uruguay) | San Juan Domare: Gean Telles (Brasilien) Andrés Martínez (Uruguay) |
| 17:00 UTC−3 | 17:00 UTC−3   |                                        |       |                                                                   | San Juan Domare: Gean Telles (Brasilien) Andrés Martínez (Uruguay) | San Juan Domare: Gean Telles (Brasilien) Andrés Martínez (Uruguay) |

#### Semifinaler
| 24          | 11 april 2017 | Argentina                            | 3 – 1 | Uruguay           | Estadio Aldo Cantoni                                              |                                                                   |
| 19:30 UTC−3 | 19:30 UTC−3   | Cuzzolino 2′, 15′ (str.) Borruto 21′ |       | De los Santos 37′ | San Juan Domare: Yuri Garcia (Colombia) Henry Gutiérrez (Bolivia) | San Juan Domare: Yuri Garcia (Colombia) Henry Gutiérrez (Bolivia) |
| 19:30 UTC−3 | 19:30 UTC−3   |                                      |       |                   | San Juan Domare: Yuri Garcia (Colombia) Henry Gutiérrez (Bolivia) | San Juan Domare: Yuri Garcia (Colombia) Henry Gutiérrez (Bolivia) |
| 19:30 UTC−3 | 19:30 UTC−3   |                                      |       |                   | San Juan Domare: Yuri Garcia (Colombia) Henry Gutiérrez (Bolivia) | San Juan Domare: Yuri Garcia (Colombia) Henry Gutiérrez (Bolivia) |

| 25          | 11 april 2017 | Brasilien                                        | 5 – 2 | Paraguay                         | Estadio Aldo Cantoni                                           |                                                                |
| 21:30 UTC−3 | 21:30 UTC−3   | Deives 9′, 10′ Rocha 15′ Neguinho 28′ Daniel 37′ |       | Ju. Salas 16′ (str.), 18′ (str.) | San Juan Domare: Roly Rojas (Peru) Christian Espíndola (Chile) | San Juan Domare: Roly Rojas (Peru) Christian Espíndola (Chile) |
| 21:30 UTC−3 | 21:30 UTC−3   |                                                  |       |                                  | San Juan Domare: Roly Rojas (Peru) Christian Espíndola (Chile) | San Juan Domare: Roly Rojas (Peru) Christian Espíndola (Chile) |
| 21:30 UTC−3 | 21:30 UTC−3   |                                                  |       |                                  | San Juan Domare: Roly Rojas (Peru) Christian Espíndola (Chile) | San Juan Domare: Roly Rojas (Peru) Christian Espíndola (Chile) |

#### Match om tredjeplats
| 26          | 12 april 2017 | Uruguay                       | 3 – 4 | Paraguay                                           | Estadio Aldo Cantoni                                                  |                                                                       |
| 20:00 UTC−3 | 20:00 UTC−3   | Ataídes 18′, 27′ Palleiro 26′ |       | Neto 12′, 37′ F. Martínez 23′ Ja. Salas 36′ (str.) | San Juan Domare: Gean Telles (Brasilien) Darío Santamaría (Argentina) | San Juan Domare: Gean Telles (Brasilien) Darío Santamaría (Argentina) |
| 20:00 UTC−3 | 20:00 UTC−3   |                               |       |                                                    | San Juan Domare: Gean Telles (Brasilien) Darío Santamaría (Argentina) | San Juan Domare: Gean Telles (Brasilien) Darío Santamaría (Argentina) |
| 20:00 UTC−3 | 20:00 UTC−3   |                               |       |                                                    | San Juan Domare: Gean Telles (Brasilien) Darío Santamaría (Argentina) | San Juan Domare: Gean Telles (Brasilien) Darío Santamaría (Argentina) |

#### Final
| 27          | 12 april 2017 | Argentina                   | 2 – 4 (e.fl.) | Brasilien                                             | Estadio Aldo Cantoni                                                             |                                                                                  |
| 22:00 UTC−3 | 22:00 UTC−3   | Rescia 2:04′ Borruto 32:42′ |               | Lino 32:57′ Felipe 38:35′ Marcel 43:50′ Arthur 44:15′ | San Juan Publik: 8 500 Domare: Daniel Rodríguez (Uruguay) Yuri García (Colombia) | San Juan Publik: 8 500 Domare: Daniel Rodríguez (Uruguay) Yuri García (Colombia) |
| 22:00 UTC−3 | 22:00 UTC−3   |                             |               |                                                       | San Juan Publik: 8 500 Domare: Daniel Rodríguez (Uruguay) Yuri García (Colombia) | San Juan Publik: 8 500 Domare: Daniel Rodríguez (Uruguay) Yuri García (Colombia) |
| 22:00 UTC−3 | 22:00 UTC−3   |                             |               |                                                       | San Juan Publik: 8 500 Domare: Daniel Rodríguez (Uruguay) Yuri García (Colombia) | San Juan Publik: 8 500 Domare: Daniel Rodríguez (Uruguay) Yuri García (Colombia) |